# Daniel Hoelgaard
Daniel Hoelgaard (Stavanger, 1º luglio 1993) è un ex ciclista su strada norvegese, è stato professionista dal 2016 al 2021.

## Palmarès
- 2010 (Juniores)

Campionati norvegesi, Prova in linea Juniores
- 2011 (Juniores)

2ª tappa Regio-Tour
- 2012 (Team Øster Hus-Ridley, una vittoria)

Kernen Omloop Echt-Susteren
- 2014 (Etixx, cinque vittorie)

5ª tappa Tour de Bretagne (Fouesnant > Radenac)
2ª tappa Ronde de l'Oise (Thiverny > Ribécourt-Dreslincourt)
2ª tappa Tour de Vysočina
1ª tappa Okolo Jižních Čech (Protivín > Tábor)
4ª tappa Okolo Jižních Čech (Týn nad Vltavou > Jindřichův Hradec)
- 2015 (Team Joker, due vittorie)

3ª tappa Tour de Normandie (Elbeuf > Argentan)
5ª tappa Tour de Bretagne (Pontivy > Perros-Guirec)

### Altri successi
- 2014 (Etixx)

Classifica a punti Tour de Bretagne
Classifica a punti Okolo Jižních Čech
- 2015 (Team Joker)

Classifica a punti Tour de Bretagne
- 2016 (FDJ)

1ª tappa La Méditerranéenne (Banyoles, cronosquadre)

## Piazzamenti

### Grandi Giri
- Vuelta a España

2017: 125º

### Classiche monumento
- Parigi-Roubaix

2016: ritirato
2017: ritirato

### Competizioni mondiali
- Campionati del mondo

Offida 2010 - In linea Junior: 35º
Copenaghen 2011 - In linea Juniores: 7º
Richmond 2015 - In linea Under-23: 73º
Doha 2016 - In linea Elite: ritirato
Bergen 2017 - In linea Elite: 125º

### Competizioni europee
- Campionati europei

Offida 2011 - In linea Junior: 55º
Herning 2017 - In linea Elite: 37º
Alkmaar 2019 - In linea Elite: non partito